# Laurence St-Germain
Laurence St-Germain (* 30. Mai 1994 in Québec, Provinz Québec) ist eine kanadische Skirennläuferin. Sie ist auf die technischen Disziplinen Riesenslalom und Slalom spezialisiert. 2023 wurde sie Slalom-Weltmeisterin.

## Biografie
Laurence St-Germain stammt aus Saint-Ferréol-les-Neiges nahe dem bekannten Skigebiet Mont Sainte-Anne in der Provinz Québec. Sie studiert Informatik an der University of Vermont.
Mit 15 bestritt sie in der Heimat ihre ersten FIS-Rennen in Riesenslalom und Slalom und erreichte bald Top-10-Plätze. Ein Jahr später sammelte sie erste Erfahrungen im Nor-Am Cup, in dem sie anfangs auch vermehrt im Super-G an den Start ging. Im Februar 2013 nahm sie an den Juniorenweltmeisterschaften am Mont Sainte-Anne teil, wo sie über einen 25. Platz im Slalom nicht hinaus kam. In den Folgejahren konnte sie sich im Nor-Am Cup etablieren und erreichte in der Saison 2014/15 einen vierten Rang in der Slalomwertung. Am 20. März 2016 feierte sie in Vail ihren ersten Sieg und belegte nach konstanten Leistungen zweimal hintereinander Rang zwei in der Slalomwertung. Bei kanadischen Meisterschaften erreichte sie bisher einen Titel in ihrer Paradedisziplin Slalom (2019).
Am 28. November 2015 gab sie im Slalom von Aspen ihr Weltcup-Debüt und belegte auf Anhieb Rang 27. Aufgrund des zu großen Zeitrückstands erreichte sie jedoch keine Weltcuppunkte. Nach zehn weiteren Slalomstarts gelang es ihr erst zwei Jahre später in Levi, sich für den zweiten Durchgang zu qualifizieren, wo sie mit Rang 17 ihre ersten Punkte gewann. Zwei Wochen später konnte sie dieses Ergebnis mit Rang 14 in Killington sogar übertreffen. Nach einigen weniger zufriedenstellenden Rennen konnte sie bei ihren ersten Olympischen Winterspielen in Pyeongchang mit Rang 15 an die guten Ergebnisse der ersten Saisonhälfte anknüpfen. Mit der kanadischen Mannschaft belegte sie den geteilten neunten Rang. Im Dezember 2018 fuhr sie im Slalom am Semmering erstmals unter die ersten zehn eines Weltcup-Rennens. Bei den Weltmeisterschaften 2019 in Åre belegte sie in ihrer Paradedisziplin Rang sechs, wie auch drei Tage später beim City Event in Stockholm.
Bei den Weltmeisterschaften 2023 gewann St-Germain in Méribel überraschend die Goldmedaille im Slalom, vor Mikaela Shiffrin und Lena Dürr. Im Oktober 2023 wurde bekannt, dass St-Germain nicht die 14.000 Euro aufbringen konnte, die sie dem kanadischen Team bezahlen muss, um im Weltcup zu starten. Sie und Valérie Grenier suchen noch Sponsoren für die Saison. Mit Hilfe von Sponsoren gelang es ihr schließlich, doch die Saison 2023/24 verlief mit nur einer Platzierung unter den besten zehn enttäuschend.

## Erfolge

### Olympische Spiele
- Pyeongchang 2018: 9. Mannschaftswettbewerb, 15. Slalom
- Peking 2022: 17. Slalom

### Weltmeisterschaften
- Åre 2019: 6. Slalom, 9. Mannschaftswettbewerb
- Cortina d’Ampezzo 2021: 17. Slalom
- Courchevel/Méribel 2023: 1. Slalom

### Weltcup
- 16 Platzierungen unter den besten zehn

### Weltcupwertungen
| Saison  | Gesamt | Gesamt | Slalom | Slalom | Parallel | Parallel |
| Saison  | Platz  | Punkte | Platz  | Punkte | Platz    | Punkte   |
| ------- | ------ | ------ | ------ | ------ | -------- | -------- |
| 2017/18 | 90.    | 35     | 33.    | 35     | –        | –        |
| 2018/19 | 42.    | 195    | 13.    | 195    | –        | –        |
| 2019/20 | 48.    | 124    | 18.    | 79     | 11.      | 45       |
| 2020/21 | 30.    | 224    | 8.     | 224    | –        | –        |
| 2021/22 | 52.    | 139    | 15.    | 139    | –        | –        |
| 2022/23 | 50.    | 158    | 16.    | 158    | –        | –        |
| 2023/24 | 68.    | 84     | 26.    | 84     | –        | –        |

### Nor-Am Cup
- Saison 2014/15: 4. Slalomwertung, 6. Kombinationswertung
- Saison 2015/16: 2. Slalomwertung
- Saison 2016/17: 2. Slalomwertung
- Saison 2017/18: 3. Slalomwertung
- 12 Podestplätze, davon 3 Siege:

| Datum             | Ort       | Land   | Disziplin |
| ----------------- | --------- | ------ | --------- |
| 20. März 2016     | Vail      | USA    | Slalom    |
| 19. November 2017 | Loveland  | USA    | Slalom    |
| 12. März 2018     | Kimberley | Kanada | Slalom    |

### Juniorenweltmeisterschaften
- Québec 2013: 25. Slalom

### Weitere Erfolge
- 1 kanadischer Meistertitel (Slalom 2019)
- 12 Siege in FIS-Rennen